# Chicha de jora
Pour les articles homonymes, voir Chicha.
La chicha de jora est une boisson fermentée apparentée à la bière, obtenue par la fermentation du maïs de jora avec d'autres variétés de maïs, avec des épices, de l'eau et du sucre. Cette boisson, d'origine précolombienne, est propre de la gastronomie péruvienne, bolivienne et équatorienne.